# Park Jung-bin
Park Jung-Bin (født 22. februar 1994) er en sydkoreansk fodboldspiller, der senest spillede for Viborg FF.

## Karriere
Han fik sin debut i Regionalliga Nord i 2011 for VfL Wolfsburg II. I vintertransfervinduet 2012–13 i sæsonen 2013-14 blev han udlånt til SpVgg Greuther Fürth indtil midten af juni 2014. Han fik sin debut i Bundesligaen i en kamp mod FC Bayern München.

### Karlsruher SC
Karlsruher SC annoncerede den 1. september 2013, at Park Jung-bin havde skrevet under på en treårig aftale med klubben.

### Hobro IK
Det blev offentliggjort den 30. august 2015, at Hobro IK og Park Jung-bin havde indgået en toårig aftale. Park Jung-bin fik sin debut for Hobro IK den 11. september i en kamp imod AGF. Han startede på banen, men blev skiftet ud efter 52. minutter. Park Jung-bin scorede sit første mål for Hobro IK den 3. oktober 2015 i et 2-1-nederlag til Randers FC.

### Viborg FF
Den 30. juni 2016 blev han købt af Viborg FF, hvor han skrev under på en treårig kontrakt.
Den 4. juni 2019 oplyste Viborg FF at han ikke ville forlænge kontrakten .

### Servette FC
Jung-Bin park spiller nu for den schweiziske klub, Servette FC. Det blev offentliggjort 18. november 2019.
Kontrakten løber indtil 30/06 - 2020.
Referencer
1. ↑  "Jung-Bin Park". worldfootball.net. Hentet 24. februar 2013.
2. ↑  "Kleeblatt leiht Jung Bin Park vom VFL Wolfsburg aus" [Cloverleaf loans Jung Bin Park from VFL Wolfsburg] (tysk). SpVgg Greuther Fürth. 5. januar 2013. Arkiveret fra originalen 17. januar 2013. Hentet 11. marts 2013.
3. ↑  "Greuther Fürth leiht Südkoreaner Jung-Bin Park aus" [Greuther Fürth loans South Korean Jung-Bin Park] (tysk). Südkurier. 6. januar 2013. Arkiveret fra originalen 12. april 2013. Hentet 11. marts 2013.
4. ↑  "Mandzukic profitiert von Hesls Blackout" [Mandzukic benefits from Hesl's Blackout] (tysk). kicker.de. 19. januar 2013. Hentet 11. marts 2013.
5. ↑  "KSC verpflichtet Jungbin Park: Karlsruher SC". Arkiveret fra originalen 3. september 2013. Hentet 27. november 2015.
6. ↑  "Superligaen Nyheder - Hobro Ik". Arkiveret fra originalen 8. december 2015. Hentet 27. november 2015.
7. ↑  "Hobro henter offensiv sydkoreaner i 2. Bundesliga | Sport | Fyens.dk". Arkiveret fra originalen 8. december 2015. Hentet 27. november 2015.
8. ↑  Hobro skriver kontrakt med sydkoreaner | bold.dk
9. ↑  Access to this website has been blocked | Surftown
10. ↑  Access to this website has been blocked | Surftown
11. ↑  Hoffskov, Ole (30. juni 2016). "Viborg henter Jung-Bin Park i Hobro". Tipsbladet.
12. ↑  "Jung-Bin Park solgt til Viborg FF". Hobro Amtsavis. 1. juli 2016. Arkiveret fra originalen 2. februar 2017. Hentet 21. januar 2017.
13. ↑  Sydkoreaner forlader Viborg bold.dk, 4. Juni 2019